# Balthasar Permoser
Balthasar Permoser (Kammer bei Waging, 13 agosto 1651 – Dresda, 20 febbraio 1732) è stato uno scultore tedesco.

## Biografia
Dopo la sua formazione a Salisburgo e Vienna nel 1670 e una prima attività in Baviera, trascorse un lungo periodo in Italia (1675-1689) soggiornando a Genova, Firenze e Roma, dove entrò in contatto con Gianlorenzo Bernini e Pietro da Cortona. 

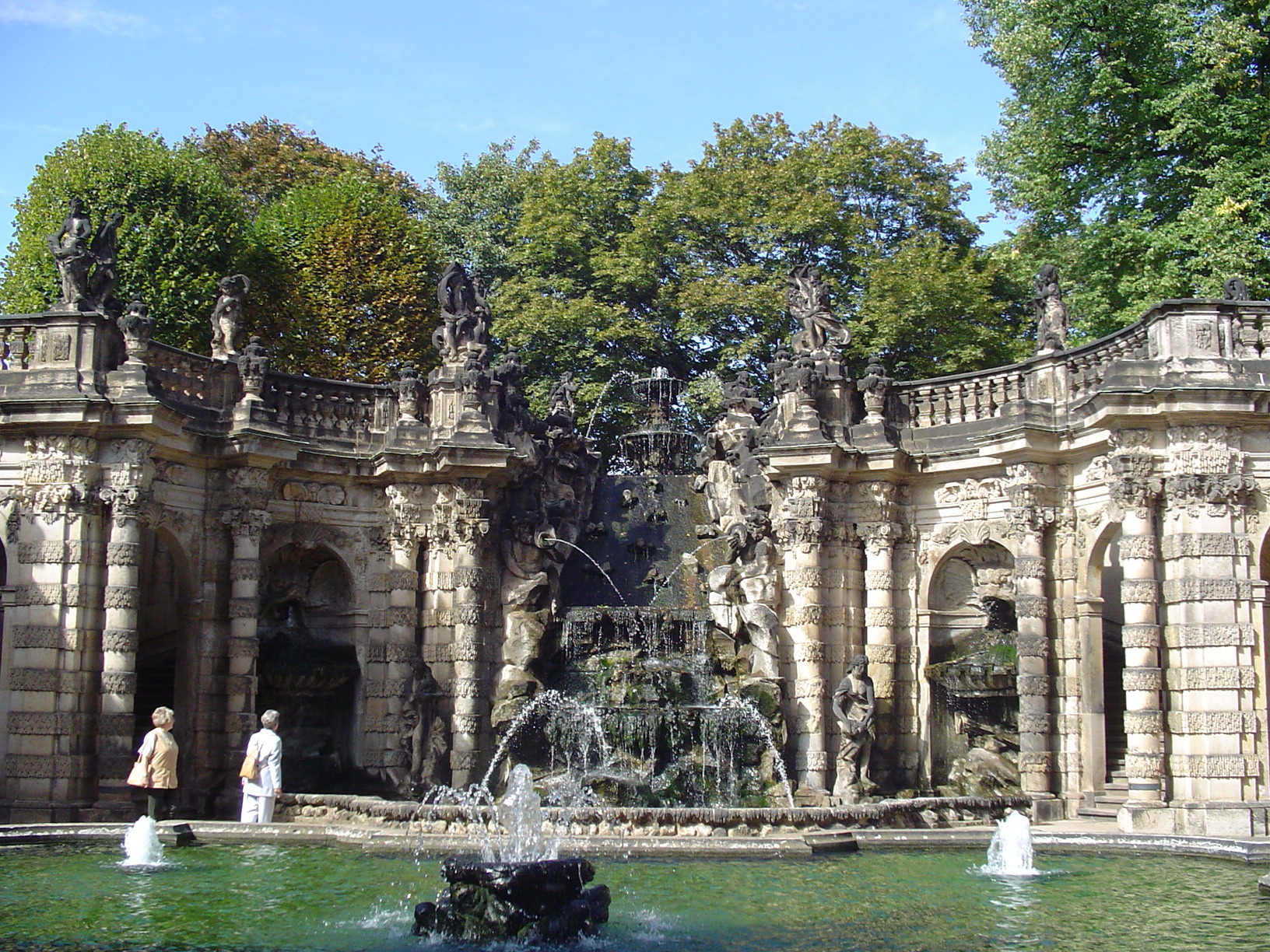
La fontana Nymphenbad, nello Zwinger di Dresda

Nel 1689 venne nominato scultore di corte a Dresda, dove iniziò una lunga attività per la corte di Sassonia, interrotta da viaggi in Italia, Salisburgo, Vienna e Berlino. Fedele seguace del Bernini, si interessò a ritmi estrosi e bizzarri e si aprì a soluzioni scenografiche e ambientali: ne è chiaro esempio il giardino dello Zwinger a Dresda (il suo capolavoro) in cui l'ornamentazione statuaria si fonde perfettamente con le architetture di Matthäus Daniel Pöppelmann.